# Imogene King
Imogene King (* 30. Januar 1923 in West Point (Iowa); † 24. Dezember 2007 in St. Petersburg (Florida)) war eine Registered Nurse (Krankenschwester), Hochschullehrerin und eine Pionierin der pflegetheoretischen Entwicklung. Ihre 1971 veröffentlichte Systemtheorie ist Teil des Curriculums der Pflegebildung und insbesondere im angloamerikanischen Sprachraum verbreitete Grundlage der Pflege. Das Interaktionsmodell nach King ist in etliche nachfolgende Theorien eingebunden und wurde in viele verschiedene Pflegeumgebungen übertragen.

## Werdegang
Imogene Eva Martina King wurde am 30. Januar 1923 in West Point (Iowa) als jüngstes von drei Kindern geboren. Ursprünglich wollte King Lehrerin werden, aber ihr Onkel, ein Arzt, bot ihr an, eine Pflegeausbildung zu ermöglichen. Um dem Kleinstadtleben zu entfliehen, nahm sie an und graduierte 1945 an der St. John's Hospital School of Nursing in St. Louis (Missouri). Danach studierte sie Pflegepädagogik an der St. Louis University und beendete dieses Studium mit einem Bachelor 1948. In den Jahren 1947 bis 1958 arbeitete sie an der St. John's Hospital School of Nursing als Pflegelehrerin und stellvertretende Leiterin. 1957 erhielt sie ihren Master in Pflege von der St. Louis University und machte ihren Doktor als Pädagogin am Teachers College der Columbia University in New York City.
Anschließend wurde King Assistenzprofessorin an der Loyola University Chicago und studierte neben ihrer Arbeit Statistik, Forschung und Informatik. Während sie an der Loyola war, entwickelte sie ein Masterprogramm, das auf ihrer Theorie basierte und später den Rahmen für ihr Pflegemodell bildete. Ihren ersten theoretischen Ansatz veröffentlichte sie 1964 im Journal of Nursing Science. Von 1966 bis 1968 arbeitete King für das United States Department of Health, Education and Welfare, ehe sie an die Ohio State University in Columbus (Ohio) als Leiterin der Pflegeschule wechselte. Dort veröffentlichte King 1971 Toward a Theory of Nursing: General Concepts of Human Behavior, das 1973 vom American Journal of Nursing die Auszeichnung Buch des Jahres erhielt.
Von 1971 bis 1980 kehrte King als Professorin an die Loyola University zurück und wechselte 1980 als Professorin an das South Florida's College of Nursing in Tampa, Florida. Dort blieb sie bis zum Eintritt in den Ruhestand 1990.
Dort erschien 1981 A Theory for Nursing: Systems, Concepts, Process, in dem King ihre komplette Theorie vorstellt. Sie starb an einem Schlaganfall am 24. Dezember 2007 in St. Petersburg.
Während ihres ganzen Berufslebens war King Mitglied in verschiedenen Berufsverbänden, darunter die American Nurses Association, Sigma Theta Tau, International Honor Society of Nurses und der American Academy of Nursing und half bei der Gründung der King International Nursing Group (KING), die den Einsatz ihrer Theorie in die Praxis unterstützte.

## Auszeichnungen
- Ehrendoktorwürde der Southern Illinois University
- 1996 Jessie M. Scott Award der American Nurses Association
- 2004: American Nurses Association Hall of Fame[4]
- 2005 Living Legend der American Academy of Nursing[5][6]

## Veröffentlichungen
- A Theory for Nursing: Systems, Concepts, Process Wiley, 1981, ISBN 978-0-471-07795-4.